# Station Krzymosze
Station Krzymosze is een spoorwegstation in de Poolse plaats Leśniczówka.